# 釧路新聞 (2代目)
釧路新聞（くしろしんぶん）は、1902年（明治35年）7月28日から1942年（昭和17年）10月31日まで北海道釧路市で発行されていた地方紙。
1942年（昭和17年）11月1日に「北海道新聞」となった。

## 概要
1902年（明治35年）7月28日に白石義郎が（2代目）釧路新聞を創刊したのが始まりで、1928年（昭和3年）3月2日に夕刊の発行を開始した。
1905年（明治38年）に連載小説「恋塚」を巡る論争や新派・旧派の俳句論争が紙上で繰り広げられたほか、1908年（明治41年）1月21日に当時23歳であった石川啄木が記者として当社に着任したり、1932年（昭和7年）4月15日には『木曜文芸』に連載中であった五十嵐重司の小説｢灰色の聖林｣が五十嵐の在学先である旧制久代中学校の当局の申入れで掲載を中止されるなど、文芸面でも様々な出来事の舞台となった。
1909年（明治42年）には北海タイムスから移った遠藤清一が経営権を引き継ぎ、合資会社に改組。1938年（昭和13年）には地崎宇三郎率いる小樽新聞に経営権を移譲するも1941年（昭和16年）4月には再度遠藤が代表を担い、末期は朝刊4面建て・夕刊2面建てで発行された。
第2次世界大戦中の新聞統合により、当社や（初代）北海タイムスなど11の新聞が統合されて1942年（昭和17年）11月1日に「北海道新聞」が創刊となり、（2代目）釧路新聞社は北海道新聞釧路支社となってその歴史に終止符を打った。
1902年（明治35年）7月28日の創刊号から1942年（昭和17年）10月31日最終号までの原紙が保存されており、1975年（昭和50年）に釧路市指定文化財となっている。